# Lijst van beelden in Maassluis
Dit is een (onvolledige) lijst van beelden in Maassluis. Onder een beeld wordt hier verstaan elk driedimensionaal kunstwerk in de openbare ruimte van de Nederlandse gemeente Maassluis, waarbij beeld wordt gebruikt als verzamelbegrip voor sculpturen, standbeelden, installaties, gedenktekens en overige beeldhouwwerken.
Voor een volledig overzicht van de beschikbare afbeeldingen zie de categorie Commons:Category:Sculptures in Maassluis op Wikimedia Commons.
| Geplaatst | Omschrijving                            | Kunstenaar         | Straat                                 | Plaats    | Materiaal | Afbeelding |
| --------- | --------------------------------------- | ------------------ | -------------------------------------- | --------- | --------- | ---------- |
| 1954      | Koe en paard                            | Gerarda Rueter     | Koepaardbrug, Havenplein               | Maassluis | Steen     |            |
| 1956      | Het samenleven                          | Wally Elenbaas     | Mr.W.M. Bekkerlaan, in 2008 verplaatst | Maassluis | Keramiek  |            |
| 1961      | Plastisch teken                         | Ed Zegers          | Rembrandtlaan                          | Maassluis |           |            |
|           | Het baken                               | Marus van der Made |                                        | Maassluis |           |            |
|           | Kindergroepje                           | Sybille Krosch     | Wesselinkstraat, plantsoen             | Maassluis |           |            |
|           | Staal-Betonplastiek                     | Lucien den Arend   | Haydnlaan                              | Maassluis |           |            |
|           | Balspelend meisje                       | Leen Droppert      | Jan Schoutenlaan                       | Maassluis |           |            |
|           | De scheppende mens                      | Leen Blom          | Industrieweg 24                        | Maassluis |           |            |
|           | Pratende vrouwen                        | Sybille Krosch     | Uiverlaan, Koningshof                  | Maassluis |           |            |
|           | Opwaartse beweging                      | J.C. Verschoor     | Haydnlaan/ Chopinstraat                | Maassluis |           |            |
|           | Schepen in de haven                     | Sybille Krosch     | Gemeentehuis, tuin                     | Maassluis |           |            |
| 1989      | Zittend mensfiguur op paal              | Ton Buijsters      | Lange Boonestraat/ Vlasserij           | Maassluis |           |            |
|           | Oud en nieuw                            | Anton Geerlings    | Bloemhof, plein                        | Maassluis |           |            |
|           | Oorlogsmonument                         | Ek van Zanten      | Prinses Julianaplantsoen               | Maassluis |           |            |
|           | Twee plevieren                          | Hans Ittmann       | Vondellaan/ Brederolaan                | Maassluis |           |            |
|           | Vallende ruiter                         | Frank Letterie     | Michiel de Ruyterplein                 | Maassluis |           |            |
| 1992      | Zonder titel                            | G. Ploeg           | Laan 1940-45/ PC Hooftlaan             | Maassluis |           |            |
|           | Calypso                                 | Dorothé Jehoel     | Westlandseweg/ Wagenstraat             | Maassluis |           |            |
|           | Balspelende meisjes                     | Sybille Krosch     | Wipperspark                            | Maassluis |           |            |
|           | Het begin van een nieuw leven           | Leen Droppert      | Mgr. Bekkerslaan                       | Maassluis |           |            |
|           | Schaap met lam                          | Frank Letterie     | Hekelarij, woonerf                     | Maassluis |           |            |
|           | De visvangst                            | Nic Jonk           | Marnix-/Haringkade                     | Maassluis |           |            |
|           | Baanwagen                               | J. Vaissier        | Touwslagerij, vijver                   | Maassluis |           |            |
|           | Monument bombardement                   | Leen Droppert      | Kerkplein                              | Maassluis |           |            |
|           | Rietvogels                              | Leen Droppert      | Schuurhof, tuin                        | Maassluis |           |            |
|           | Energie                                 | Jan de Winter      | Museum Maassluis, tuin                 | Maassluis |           |            |
|           | onbekend                                | Leen Droppert      | Museum Maassluis, tuin                 | Maassluis |           |            |
|           | Grote liggende beweging                 | Sybille Krosch     | Kastanjedal 2                          | Maassluis |           |            |
| 2002      | Aarde, vuur, water, lucht               | Szpisják Pál       | Parkhof nabij Mozartlaan               | Maassluis | Hout      |            |
| 2003      | Stormkracht                             | Friedie Kloen      | Haven, naast brug                      | Maassluis |           |            |
| 2004      | Plaquette van Jan de Hartog en de Furie | Szpisják Pál       | Hoogstraat                             | Maassluis |           |            |
| 2006      | Boeiende route                          | Friedie Kloen      | Diversen                               | Maassluis |           |            |
| 2007      | Scheepsbemanning                        | Hans Blank         | Govert van Wijnkade                    | Maassluis |           |            |
| 2008      | Vissersbeeld                            | Dick Tulp          | Andreasplein                           | Maassluis |           |            |
| 2008      | Abraham Kuyper                          | Frank Letterie     | Goudsteen                              | Maassluis |           |            |
|           | Herinnering Fenacolinus                 |                    | Fenacolinusstraat                      | Maassluis |           |            |
|           | onbekend                                | onbekend           |                                        | Maassluis |           |            |